# Martinsberg (Flensburg)
Martinsberg (dänisch Martinsbjerg) ist der nördlichste Stadtbezirk im Flensburger Stadtteil Südstadt, in dem auch eine gleichnamige Straße liegt.

## Hintergrund
Auf einer Stadtkarte von 1768 befindet sich direkt östlich von Schäferhaus ein „Martinshügel“, der heutige Martinsberg im Bereich der Südstadt war noch nicht eingezeichnet. Irgendwo auf dem Stadtfeld soll zudem früher ein Haus eines Mannes namens Martin Krüger gestanden haben, dass 1554 abgebrochen wurde. Der Name der Anhöhe könne sich also möglicherweise auf einen Mann namens Martin, der auf dem Martinsberg vor langer Zeit wohnte, beziehen. Wahrscheinlicher ist aber offenbar, dass der Name sich direkt oder indirekt auf Martin Luther bezieht. Seit 1526 Jahren etablierte sich das Luthertum in Flensburg. 1529 fand im Flensburger St. Katharinenkloster, unweit des Marintsberges, die Flensburger Disputation statt, bei der die  Einführung der Reformation in Dänemark und den Herzogtümern Schleswig und Holstein beschlossen wurden. Zum 300. Todestag Martin Luthers, am 18. Februar 1846, riefen Flensburger Pastoren das Martinstift ins Leben, dessen Gebäude ein ganzes Stück weiter südlich, an der Eckernförder Landstraße liegen. Nach besagten Martinstift könnte das höher gelegene Gebiet benannt worden sein.
Zum Ende des 19. und zum Anfang des 20. Jahrhunderts wurden am Anfang der Schleswiger Straße, welche den Stadtbezirk Martinsberg durchkreuzt, mehrgeschossige Mietwohnungshäuser errichtet, die heute als Kulturdenkmale gelten. Am 4. Juli 1957 erhielt die im Gebiet Martinsberg liegende Straße offiziell ihren gleichnamigen Namen. Im selben Jahr wurde vom Deutschen Roten Kreuz ein Alten- und Rentenwohnheim, das Haus Martinsberg errichtet. Zum Ende des Zweiten Weltkrieges waren zahlreiche Flüchtlinge und Vertriebene in die Fördestadt geströmt (Vgl. Einwohnerentwicklung von Flensburg). Der Kreisverband des DRK hatte daher zum Kriegsende damit begonnen in Baracken am Bahnhof Flüchtlinge und Verwundete zu versorgen. Das errichtete Haus Martinsberg sollte zunächst als Unterkunft älterer Geflüchteter dienen. Die über Jahre gewachsene Institution existiert noch heute. Wann es genau zur Bezeichnung des eigentlichen Stadtbezirks kam, ist unklar. Der Stadtbezirksname wird im Grunde nur im amtlichen Bereich genutzt. Der Stadtbezirk besteht heute aus dem namensgleichen Straßenbereich Martinsberg, dem Nane-Jürgensen-Weg und dem Straßenbereich Niedermai mit dem Munketoftstift. Zum Gebiet gehören des Weiteren der Standort der Flensburger Brauerei sowie die Navigationsschule, die heute von der Flensburger Universität genutzt wird. Am westlichen Rand des Stadtbezirks liegt die Papiermühle (vgl. Feldmühle (Unternehmen) sowie Mitsubishi HiTec Paper Europe) und am östlichen Rand das Flensburger Bahnhofsviertel. Beim Stadtbezirk Martinsberg beginnt im Übrigen alljährlich am 6. Februar der Oeverseemarsch zum Gedenken an die Schlacht von Oeversee.